# Tatum McCann
Tatum Danielle McCann (Riverside, Califórnia, 25 de março de 1999) é uma atriz-mirim americana.
Começou sua carreira aos quatro anos de idade fazendo diversos comerciais para a televisão e um papel em NYPD Blue, entre outras séries. Fez sua estreia no cinema em 2006 no filme Click, como Samantha Newman. Mais recentemente, apareceu no filme The Time Traveler's Wife, como Alba jovem.
Sua irmã mais velha, Hailey McCann, também é atriz.

## Filmografia

### Televisão
- 2004 - NYPD Blue (1 episódio) como Emily
- 2004 - The John Henson Project (1 episódio) como Garotinha
- 2006 - Smith (cancelada) (4 episódio) (Piloto, 2, 4 & 7) como Emily
- 2006 - My Name Is Earl (1 episódio) como Cindy
- 2006 - Ghost Whisperer (1 episódio) como Emily Morrison
- 2009 - ER (1 episódio) como Emily

### Cinema
- 2005 - Neo Ned como Emily
- 2006 - Click como Samantha Newman (5 anos)
- 2009 - The Time Traveler's Wife como Alba jovem (4 a 5 anos)